# Wahlenbergia queenslandica
Wahlenbergia queenslandica är en klockväxtart som beskrevs av Carolin och P.J.Sm. Wahlenbergia queenslandica ingår i släktet Wahlenbergia och familjen klockväxter. Inga underarter finns listade i Catalogue of Life.